# Бломмер, Нильс
Нильс Бломмер (имя при рождении Нильс Юхан Ульссон; иногда упоминается, как Нильс Якоб Олсен/Олсон/Олссон; швед. Nils Blommér; 12 июня 1816[…], Öved church parish — 1 февраля 1853[…], Рим) — шведский художник.

## Биография
Будущий художник родился в семье школьного учителя Андерса Ульссона и его жены Эльзы, урожденной Якобсдоттир, в Бломмерёде, деревне в Лундской епархии.
Первоначально Ульссон был учеником Магнуса Кёрнера в Лунде, затем, в 1839 году, поступил в Шведскую королевскую академию художеств. В 1847 году он получил щедрую стипендию, которая позволила ему поехать в Париж, где он учился у знаменитого в те дни Леона Конье. Именно в Париже Ульссон сменил фамилию на Бломмер, более благозвучную с точки зрения французов. Фамилия была выбрана в честь названия деревни, в которой он родился. 
Вполне освоив художественную манеру Леона Конье и художников его круга, в идейном отношении Бломмер испытывал влияние шведских поэтов-романтиков, таких, как  Эрик Густав Гейер, Пер Даниэль Амадеус Аттербум и Эрик Юхан Стагнелиус. Предполагается, что он также испытал влияние работ австрийского живописца Морица фон Швиндта.
Увлекаясь традиционной культурой Швеции, её преданиями и языческим наследием, Бломмер стремился отобразить это наследие в живописи, примерно в том же ключе, в каком его современники-французы интерпретировали сюжеты из античной мифологии. Привычный сегодняшнему зрителю  живописный «канон» изображения скандинавских богов, приближенный к внешнему виду воинов-викингов, в первой половине XIX века ещё не существовал. Скандинавские боги на картинах Бломмера представали одетыми в античные тоги, тогда как богини — в платья французских ренессансных придворных дам, заимствованных из современной художнику французской живописи в так называемом стиле трубадуров. 
Примерно в 1850 году Нильс Бломмер переехал в Италию, где в ноябре 1852 года женился на Эдле Густавве Янссон, шведской художнице. Несколько недель спустя он заболел пневмонией и умер в Риме от связанных с этим осложнений в начале следующего года.
Всю свою жизнь Бломмер черпал вдохновение в шведских народных песнях и фольклорных мотивах. Он твердо верил, что природе присуща душа; что выразить этот дух природы лучше всего способны персонажи народного эпоса.
Сегодня картины Бломмера украшают собрания крупнейших музеев Швеции.

## Галерея

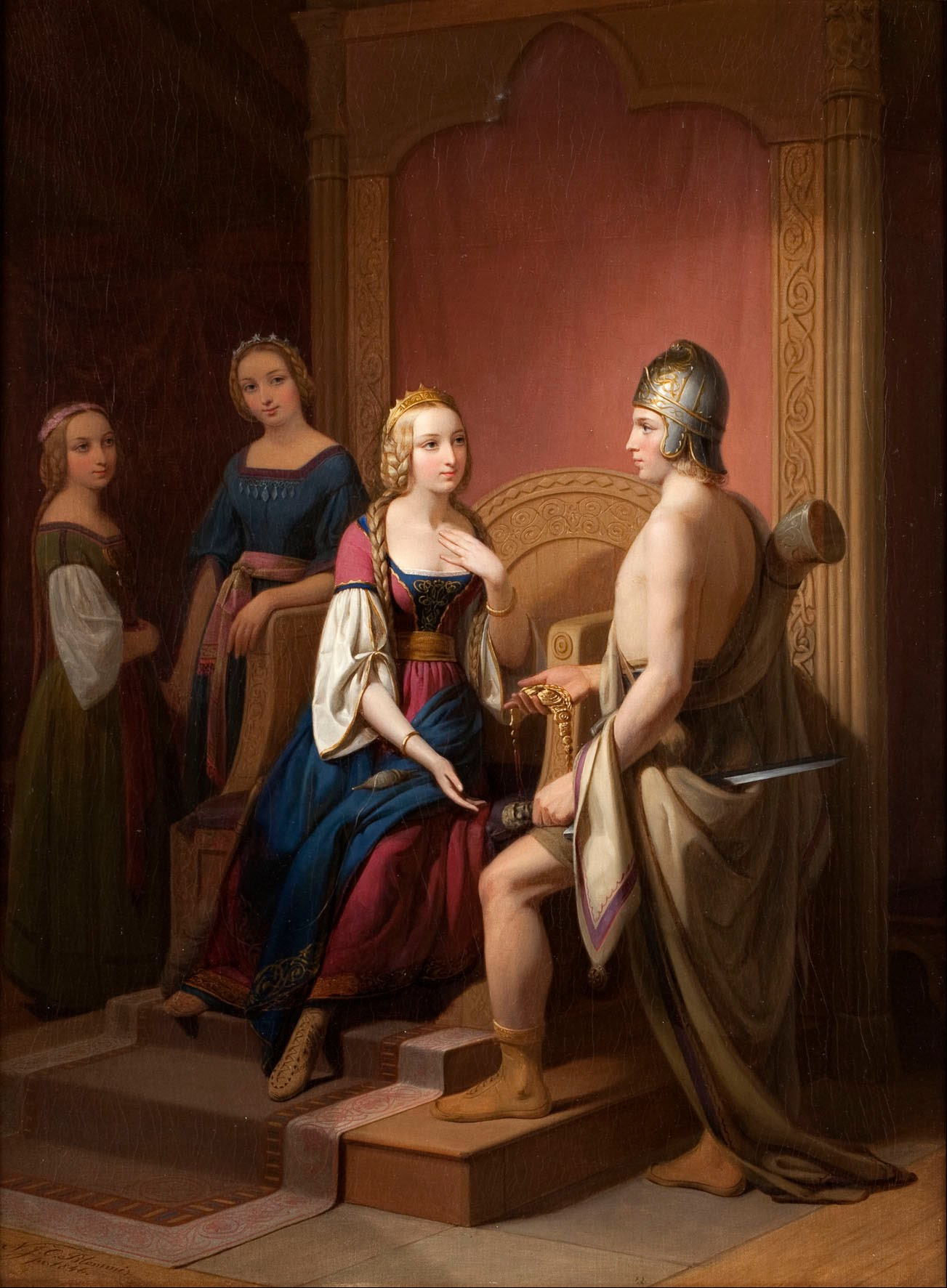
Хеймдалль возвращает ожерелье Брисингамен Фрейе. 1846, Художественный музей Мальмё, Мальмё, Швеция.
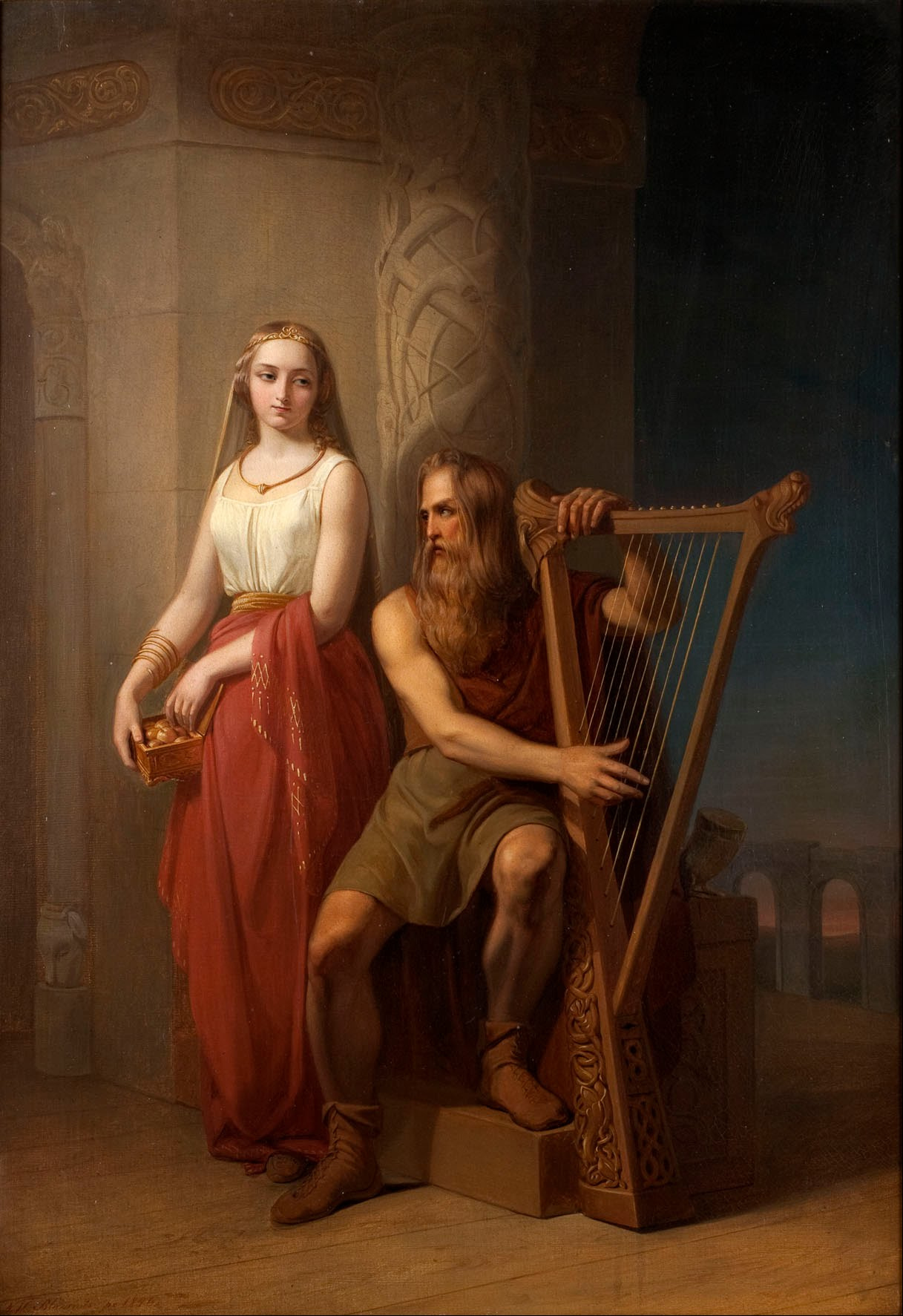
Браги и Идунн. 1846, Художественный музей Мальмё, Швеция.
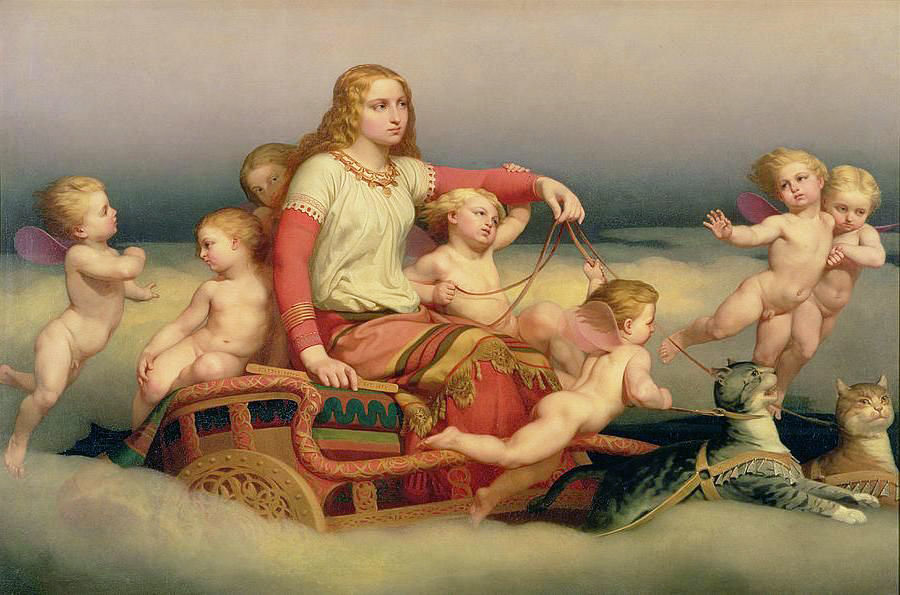
Богиня Фрейя. 1852, Национальный музей Швеции, Стокгольм.
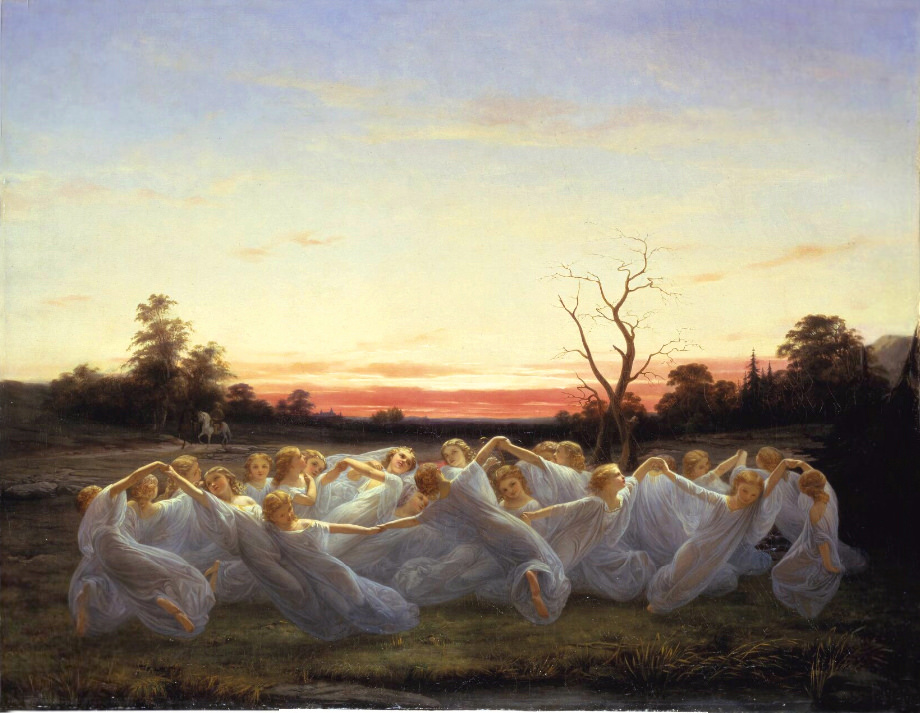
Танец эльфов. 1850, Национальный музей Швеции, Стокгольм.
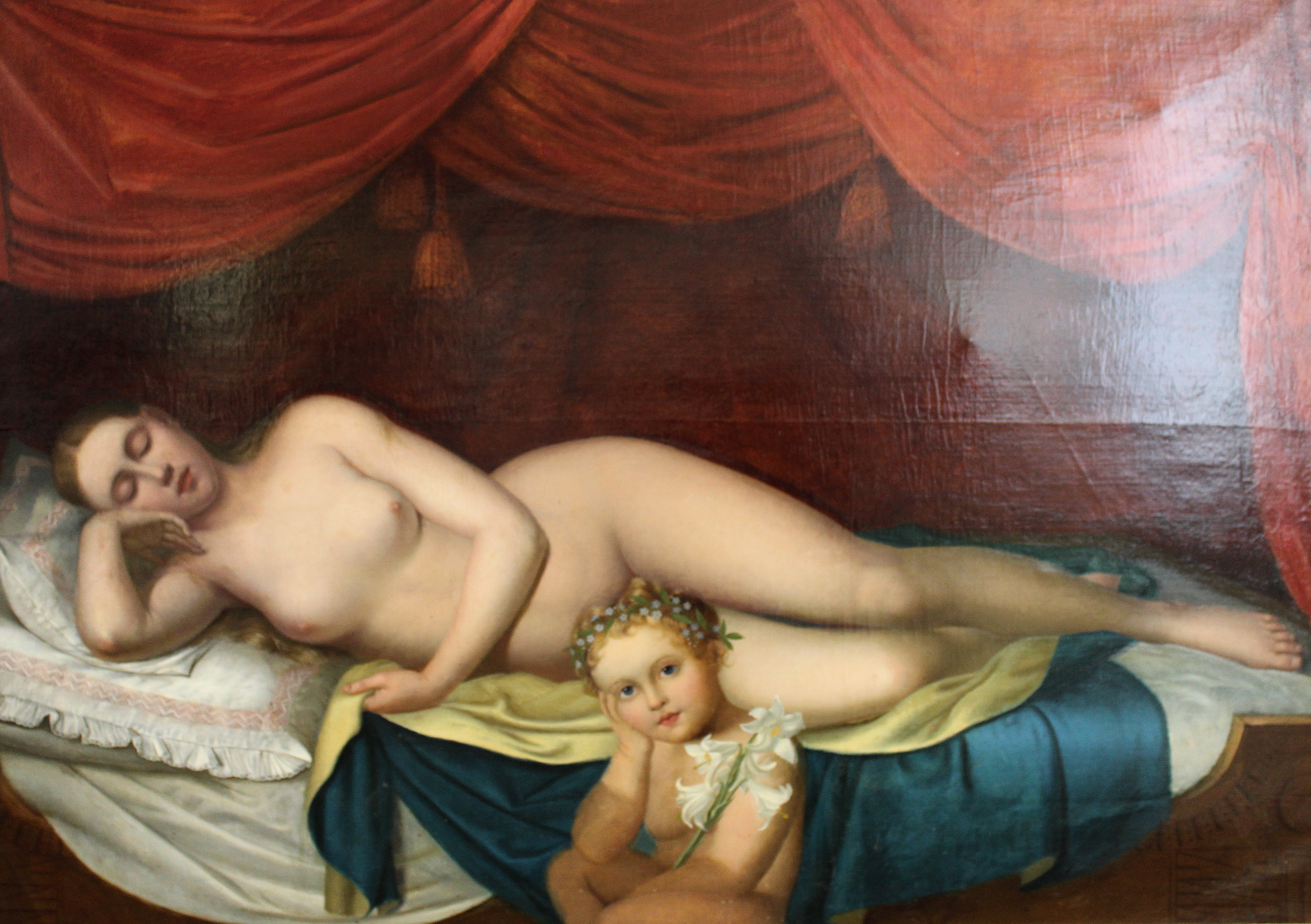
Матерь-Швеция мирно спит. Художественный музей Мальмё, Швеция.
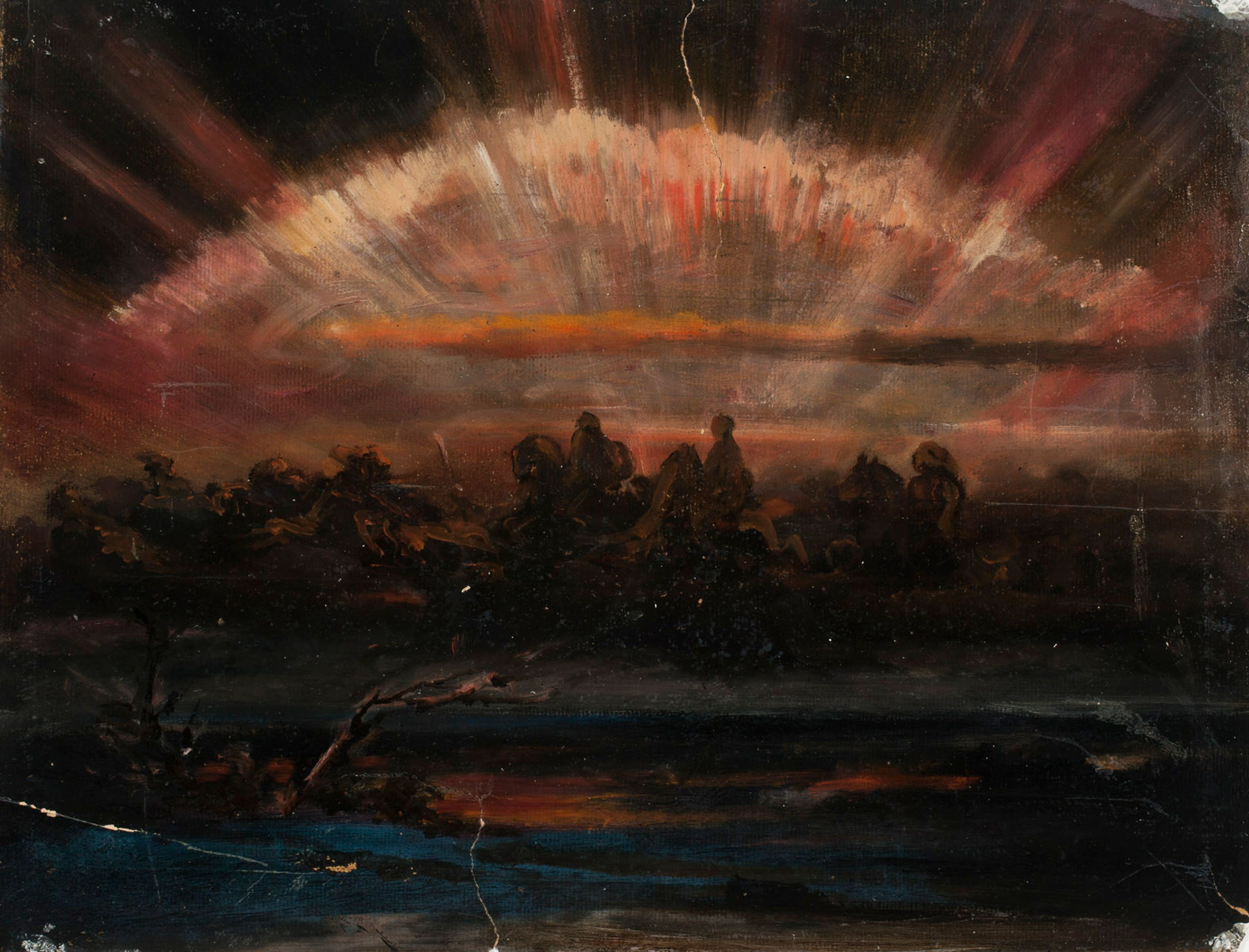
Всадники Асгарда. 1849, эскиз. Национальный музей Финляндии, Хельсинки.